# Два сата квалитетног ТВ програма
Два сата квалитетног ТВ програма је српски телевизијски филм из 1994. године који је режирао Срђан Драгојевић. У филму учествују многе звезде из бивше Југославије, те музичка звезда Момчило Бајагић Бајага. Филм приказује деведесете године, највише кроз однос турбо-фолка, дизелаша и рокенрола у друштву.

## Улоге
| Глумац                 | Улога                |
| ---------------------- | -------------------- |
| Драган Бјелогрлић      | Армане               |
| Никола Којо            | Версаче              |
| Зоран Цвијановић       | Бамбусић             |
| Слободан Нинковић      | Бамбалић             |
| Милорад Мандић         | Топузовић            |
| Никола Пејаковић       | Деда Мраз            |
| Жељко Митровић         | Градски              |
| Драган Јовановић       | Приградски           |
| Бранислав Зеремски     | Званично лице        |
| Ања Поповић            | Луна Лу              |
| Момчило Бајагић Бајага | Министар за рокенрол |
| Бранка Пујић           | Маца                 |
| Вјера Мујовић          | Маца                 |
| Љубинка Шарчевић       | Џојстик девојка      |
| Александра Сцербак     | Џојстик девојка      |
| Дамјан Сисовић         | Младић               |
| Дина Когој             | Играчица у кавезу    |
| Александра Анђелковић  | Лепосава             |

## Песме
| Извођач             | Песма                    |
| ------------------- | ------------------------ |
| Директори           | Доктор за рокенрол       |
| Делча и Склекови    | Да да дирлада да         |
| Електрични оргазам  | Спојимо се сад           |
| Бабе                | Дизел                    |
| Плејбој             | Заједно                  |
| Електрични оргазам  | Прљава мала девојчица    |
| Фамилија            | Није ти ништа            |
| Фамилија            | Мала група педера        |
| Рибља Чорба         | Једино моје              |
| Партибрејкерс       | Ја сам доктор            |
| Фамилија            | Трајна Нина              |
| Деца лоших музичара | Да ми је бити морски пас |
| Бајага              | Сви на ову страну        |
| У шкрипцу           | Нове године              |